# Helsinki metró
A helsinki metró Finnország fővárosában, Helsinkiben közlekedik. A hálózat egy fővonalból és egy abból kiágazó mellékvonalból áll. A hálózaton összesen 30 állomás található, a hálózat hossza 43 km.

## Fordítás
- Ez a szócikk részben vagy egészben  a   Helsinki metro című angol Wikipédia-szócikk ezen változatának fordításán alapul.  Az eredeti cikk szerkesztőit annak laptörténete sorolja fel. Ez a jelzés csupán a megfogalmazás eredetét és a szerzői jogokat jelzi, nem szolgál a cikkben szereplő információk forrásmegjelöléseként.